# Hyaliodes vitripennis
Espèce
Hyaliodes vitripennis, communément appelé Punaise translucide, est une espèce d'insectes hétéroptères de la famille des Miridae. 
C'est une punaise entomophage dont la polyphagie en fait un candidat intéressant dans la lutte biologique contre les insectes ravageurs devenus résistants aux pesticides.